# Apodemus chevrieri
Apodemus chevrieri är en däggdjursart som först beskrevs av Milne-Edwards 1868.  Apodemus chevrieri ingår i släktet skogsmöss och familjen råttdjur. IUCN kategoriserar arten globalt som livskraftig. Inga underarter finns listade.
Denna skogsmus förekommer i centrala Kina öster om Himalaya. Arten vistas där vanligen i låga till medelhöga bergstrakter mellan 1800 och 2300 meter över havet. Habitatet utgörs av skogar, ängar och jordbruksmark. Individerna är aktiva på dagen och äter frön samt några insekter.
Arten når en kroppslängd (huvud och bål) av 7,0 till 12,5 cm och en svanslängd av 4,8 till 10,8 cm. Den har 1,8 till 2,4 cm långa bakfötter och 1,0 till 1,8 cm stora öron. Arten är så större än den liknande brandmusen (Apodemus agrarius) och dessutom saknar den en mörk strimma på ryggens topp.